# AVE Gruppe
Die AVE-Gruppe, AVE Energie AG Oberösterreich Umwelt GmbH, ist eine 1991 entstandene oberösterreichisches Entsorgungsunternehmen mit Sitz in Hörsching. Die Markenrechte wurden 2014 von der Energie AG Oberösterreich an die tschechische EP Industries verkauft. Heute firmiert die AVE unter Energie AG Oberösterreich Umwelt Service GmbH und ist nur mehr in Österreich und Südtirol tätig.

## Das Unternehmen
Die AVE-Gruppe entstand mit der Diversifikationsstrategie des oberösterreichischen Energieversorgers Energie AG Oberösterreich (vormals OKA). Mit der Beteiligung an der Welser Abfallverwertungsgesellschaft m.b.H (kurz WAV) stieg die Oberösterreichische Kraftwerke AG (kurz OKA, heute Energie AG Oberösterreich) 1989 in den Bereich der Müllentsorgung ein. Anfang der neunziger Jahre formte die OKA mit der deutschen RWE Umwelt ein Joint Venture und begann operativ mit der Errichtung einer Kühlgeräte-Aufbereitung in Timelkam. Kurz danach wurde ein Mehrheitsanteil des privaten Entsorgungsunternehmens Kröpfel übernommen. Im Jahr 2002 übernahm die Energie AG den Hälfteanteil der RWE an der AVE und setzte als Alleingesellschaft eine Wachstums- und Internationalisiereungsstrategie um. Im Jahr 2006 wurde die AVE zur Zwischenholding AVE Energie AG Oberösterreich Umwelt GmbH, die alle Entsorgungstätigkeiten des Konzerns in insgesamt neun Ländern Zentral- und Osteuropas, von Österreich bis Moldawien, vereinte. Zu Spitzenzeiten beschäftigte die AVE insgesamt mehr als 5.200 Mitarbeiter an rund 160 Standorten.
Die AVE-Tochter in Bayern wurde zum 26. September 2011 an die Heinz GmbH & Co. KG aus Moosburg veräußert.
Aufgrund sich ändernder Rahmenbedingungen am Entsorgungsmarkt wurde 2012 ein „Strategie-Check“ für die AVE Gruppe gestartet, der schließlich zu Restrukturierungs- und Verkaufsmaßnahmen führte. Die AVE-Aktivitäten in Tschechien, der Slowakei, Ungarn, Rumänien, Moldawien und der Ukraine wurden im Juni 2013 mitsamt der Namensrechte an die tschechische EP Industries, a.s. verkauft. In den veräußerten Bereichen waren zu diesem Zeitpunkt etwa 3000 Mitarbeiter tätig.
Seit dem Verkauf ist die Energie AG Oberösterreich im Entsorgungsbereich nur mehr in Österreich und Südtirol tätig. Die verbliebenen Teile der AVE wurden im Oktober 2014 in Energie AG Oberösterreich Umwelt Service GmbH bzw. Energie AG Südtirol Umwelt Service GmbH umbenannt.

## Geschäftsfelder der AVE-Gruppe
- Kommunale Dienstleistungen

Abfalllösungen für Kommunen und Verbände, Abfallsammlung und -entsorgung, Reinigung von Straßen und öffentlichen Plätzen, Kanal- und Winterdienst
- Abfallmanagement und -aufbereitung

Abfallkonzepte für Gewerbe und Industrie
- Wertstoffmanagement und Rücknahmesysteme

Aufbereitung von Verpackungsmaterialien zu Wertstoffen für den Recyclingmarkt, Sammlung und Sortierung von Glas, Papier etc.
- Gefährliche Abfälle und Industriereinigung

Entsorgung von Altölen, Farben und Lacken, Aufbereitung von Elektroalt- und Kühlgeräten, Rohr- und Tankreinigung
- Baunaher Bereich, Altlasten und Reststoffmanagement

Planung, Finanzierung und Abwicklung von Altlastensanierungsprojekten
- Tierkörperverwertung und biogene Abfälle

Entsorgung und Verwertung von tierischen Abfällen und Speiseresten
- Internationaler Anlagenverbund
- 3 Thermische Anlagen
- 15 Mechanische Aufbereitungsanlagen
- 37 Deponien
- Weitere Anlagen, z. B. Kühlgeräteaufbereitungsanlage, Altreifenaufbereitungsanlage, Kompostieranlagen, Pelletierungsanlage

## Sponsoring

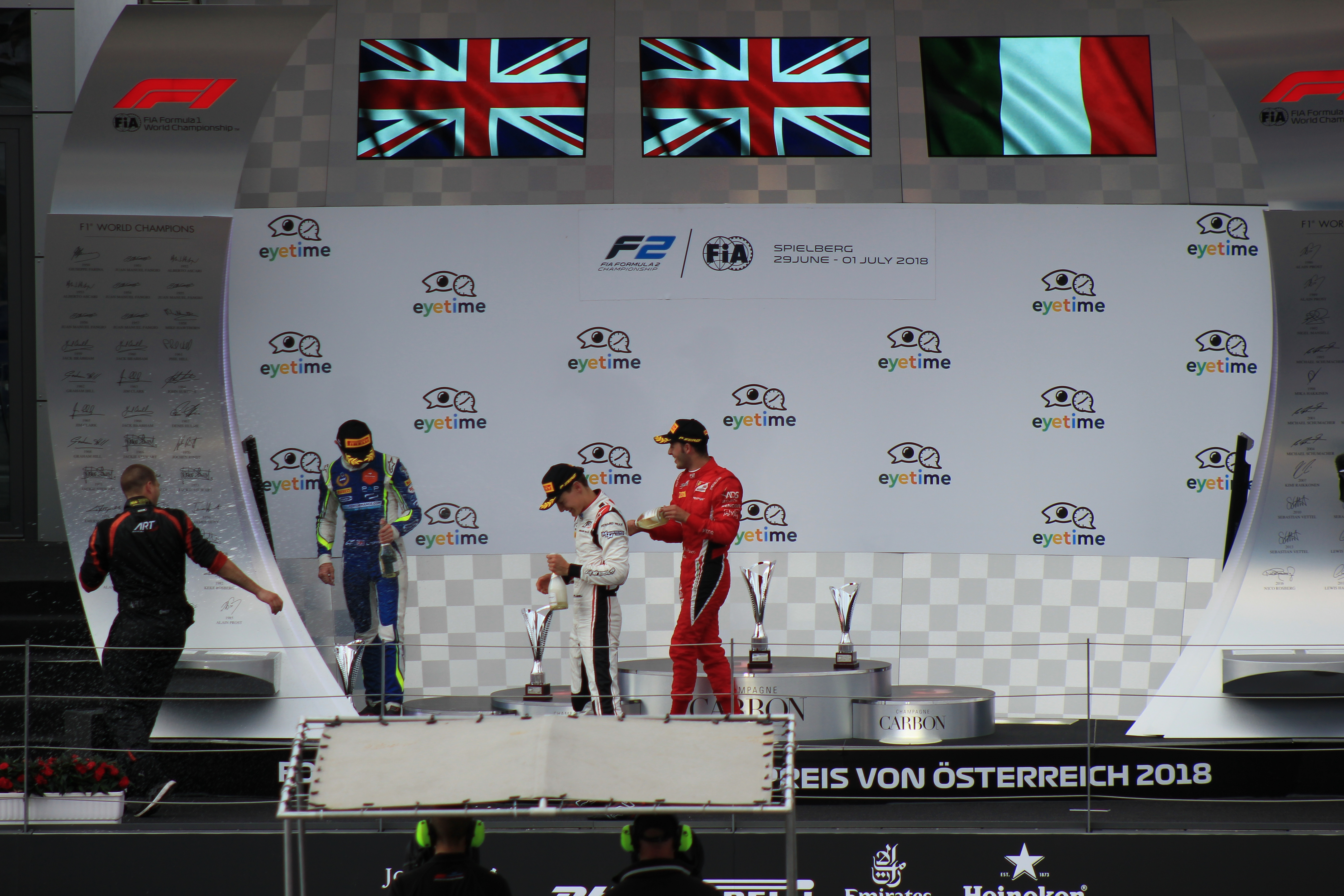
Rechts Antonio Fuoco mit dem Logo der AVE-Gruppe auf dem Arm nach seinem dritten Platz beim Rennen in Spielberg 2018

Für die FIA-Formel-2-Meisterschaft 2018 investierte man in das neu formierte tschechische Charouz-Racing-System-Team und platzierte das Unternehmenslogo auf die Nase des Wagens sowie auf den Armen der Fahrer. Mit Antonio Fuoco konnte man unter anderem einen Sieg in Frankreich und einen dritten Platz beim Rennen am Red Bull Ring in Spielberg erreichen. Für die Saison 2019 wurde erneut bei Charouz auf der Nase des Wagens mit dem Unternehmenslogo geworben.
Die AVE-Gruppe begann 2006 mit dem Sponsoring beim oberösterreichischen Fußballklubs LASK Linz.